# American League of Professional Football
Die American League of Professional Football (ALPF) war die erste professionelle Fußball-Liga in den Vereinigten Staaten. Sie bestand nur in der Saison 1894, die zudem nicht zu Ende gespielt wurde. Die ALPF wurde von den Betreibern der östlichen Division der Major League Baseball gegründet, um die Stadien auch außerhalb der Baseball-Saison zu füllen. Auf der anderen Seite sollten die Einwanderer so auf Baseball aufmerksam gemacht werden.
An der ALPF nahmen sechs Mannschaften teil: Baltimore, Boston, Brooklyn, New York, Philadelphia und Washington. Das Regelwerk orientierte sich stark am englischen Vorbild. Der Spielplan sah fünf Heim- und fünf Auswärtsspiele pro Team vor. Das erste Spiel sollte am 1. Oktober 1894 stattfinden, der letzte Spieltag war für den 1. Januar 1895 terminiert. Wie groß der Bezug zur Baseball-Liga war, zeigt der Umstand, dass die Teams die gleichen Namen erhielten wie die Baseballmannschaften.
Die professionelle ALPF stieß nicht überall auf Gegenliebe. Die seit 1884 bestehende Amateurliga American Football Association (AFA) verbot es am 17. September, dass Spieler, die in der ALPF tätig waren, an Veranstaltungen der AFA teilnehmen durften.
Obwohl die Klubbesitzer niedrige Eintrittspreise ansetzten, lag der Zuschauerschnitt bei enttäuschenden 500 Besuchern pro Spiel. Das lag nicht zuletzt an den unglücklichen Anstoßzeiten an Nachmittagen unter der Woche. 
Schon bald nach dem Start der Liga stellten sich ernsthafte Probleme ein. Baltimore hatte aus England den Trainer A.W. Stewart geholt und mit ihm mehrere Profis aus Manchester und Umgebung. Dieses Staraufgebot trieb zwar die Zuschauerzahlen in die Höhe, schadete allerdings der Ausgeglichenheit der Liga über Maßen. Die Orioles siegten 8:1 gegen Boston, 6:1 gegen Philadelphia und 10:1 gegen Washington. Die anderen Klubbesitzer nahmen das nicht klaglos hin und bezichtigten Baltimore des Betrugs. Nachdem die Presse den Skandal aufgegriffen hatte, schalteten sich auch die Staatsbehörden ein, und begannen zu ermitteln.
In dieser schwierigen Lage machten Gerüchte über eine neue Baseball-Liga die Runde, die in Konkurrenz zur MLB stehen sollte. Vor die Wahl gestellt, eine schlecht laufende Fußball-Liga zu finanzieren oder das Geld in die Baseball-Teams zu stecken, entschieden sich die Klubbesitzer für den US-amerikanischen Nationalsport. Nach nur sechs Spieltagen – die Mannschaften hatten zu diesem Zeitpunkt allerdings eine unterschiedliche Anzahl an Spielen absolviert, war die Liga am Ende. Einige der Klubbesitzer sprachen sich für eine Wiederaufnahme der Spiele im Frühjahr 1895 aus, fanden für dieses Vorhaben jedoch keine Mehrheit.

## Tabelle
| Pl. | Team                  | Sp. | S | U | N | Tore+ | Tore- | Tordi. | Pkt. |
| --- | --------------------- | --- | - | - | - | ----- | ----- | ------ | ---- |
| 1.  | Brooklyn Bridegrooms  | 6   | 5 | 0 | 1 | 20    | 6     | +14    | 10   |
| 2.  | Baltimore Orioles FC  | 4   | 4 | 0 | 0 | 24    | 3     | +21    | 8    |
| 3.  | Boston Beaneaters     | 5   | 4 | 0 | 1 | 15    | 12    | +3     | 8    |
| 4.  | New York Giants       | 6   | 2 | 0 | 4 | 16    | 13    | +3     | 4    |
| 5.  | Philadelphia Phillies | 9   | 2 | 0 | 7 | 15    | 37    | −22    | 4    |
| 6.  | Washington Senators   | 6   | 1 | 0 | 5 | 7     | 26    | −19    | 2    |

Pl. = Platz; Sp. = Spiele; S = Siege; U = Unentschieden; N = Niederlagen; Tordi. = Tordifferenz; Pkt = Punkte